# Cresus
Cresus  (...Cresus...) è un film del 1960 diretto da Jean Giono.
Il titolo si ispira al nome del noto re della Lidia (VI secolo a.C.) Creso, noto per esser diventato molto ricco.

## Trama
Nel secondo dopoguerra, un povero pastore della sperduta Provenza trova, per caso, moltissimo denaro in banconote. Non sapendo cosa farne, comincia a regalarlo ai suoi compaesani, seminando così perplessità, dubbi e gelosie nel villaggio. Si verrà poi a sapere che si trattava di denaro stampato appositamente dai filo-fascisti durante la guerra al fine di affossare l'economia francese, che verrà quindi confiscato.

## Distribuzione
Il film uscì nelle sale cinematografiche francesi nel 1961, e l'anno dopo in Italia, con la post-produzione ad opera della N.I.S. Film e della Media Education Cinema.

### Edizione italiana

#### Doppiaggio
In questo film Fernandel non venne doppiato dal suo solito doppiatore Carlo Romano, bensì da Arnoldo Foà.